# 鎌田卓麻

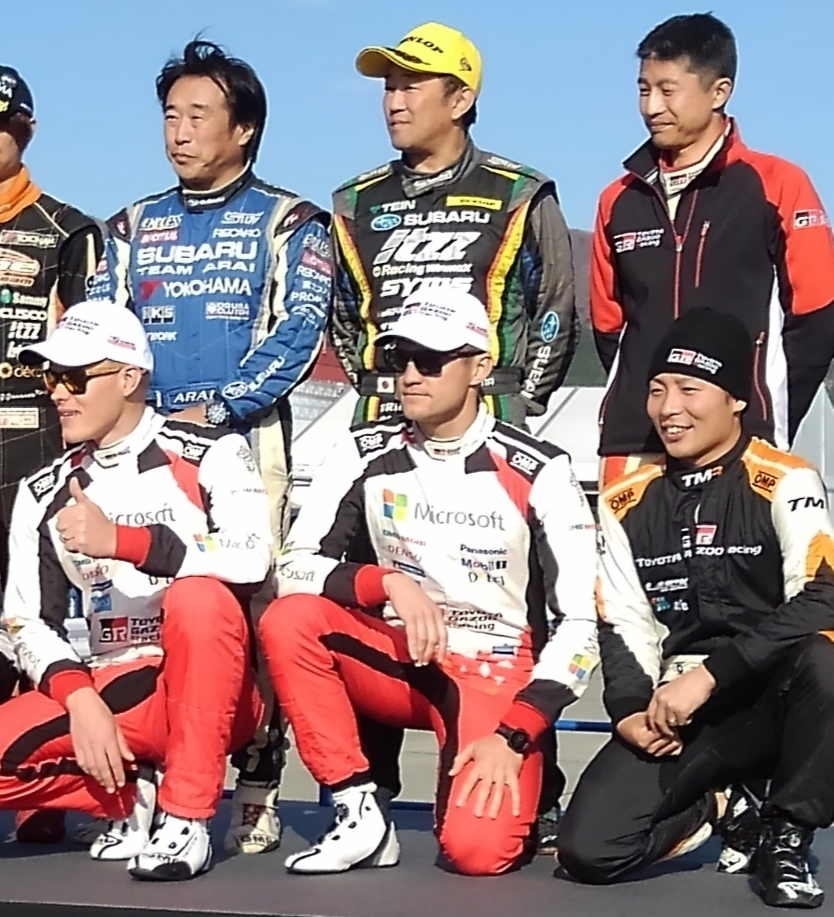
2018年TOYOTA GAZOO Racing Festivalにて（中央上）

鎌田 卓麻（かまだ たくま、1974年6月21日 - ）は、日本のラリードライバー。北海道紋別市出身、旭川市在住。血液型はB型。ニックネームは「タクマ」。
全日本ラリー選手権（JRC）や全日本ダートトライアル選手権で活躍しているほか、ラリージャパンやアジアパシフィックラリー選手権（APRC）への参戦経験もある。
父は全日本ラリー選手権で通算5回チャンピオンに輝いた鎌田豊。

## 経歴

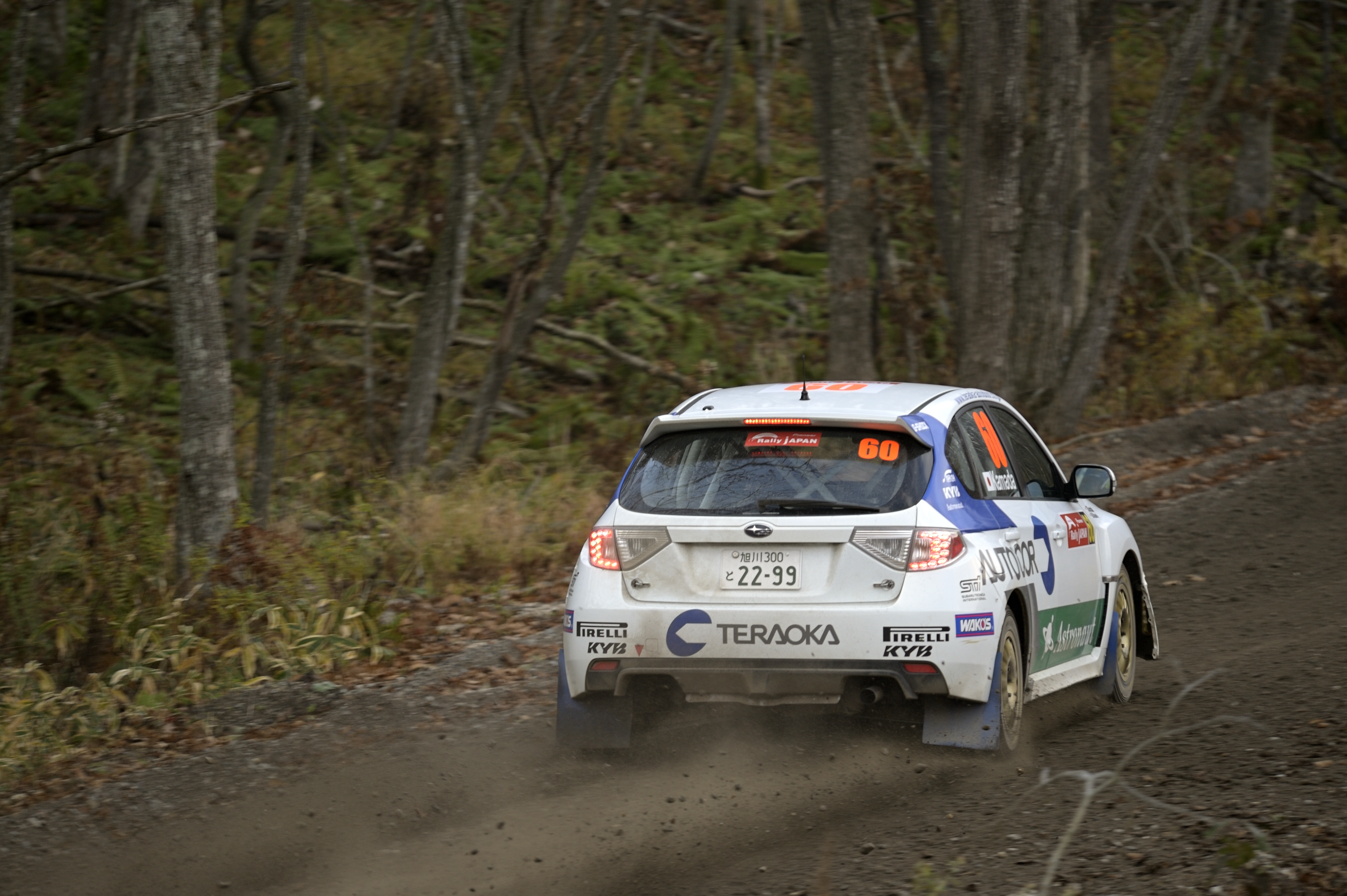
2008年ラリージャパンにて

ラリードライバーの父の手ほどきを受け、10代の頃から北海道ラリー選手権などの地方選手権で活躍。当時は普通自動車免許の取得後3年が経過しないとJAFの競技ライセンスを申請することが出来なかったため、速さはあったものの全日本選手権に出場することが出来ずにいた。
1996年にライセンスを取得し、その年の全日本ラリーのイベントでクラス2位の成績を収める。翌1997年にテインに入社し、同社のチームからAPRCやマレーシア国内選手権へ参戦を開始。
2003年からは東京スバルラリーチームのドライバーとして国内ラリーに参戦。2005年に全日本ラリーでシリーズ準優勝。2006年・2007年にはプロダクションカー世界ラリー選手権（PWRC）にエントリーし、2007年のラリージャパンではPWRC部門で3位となる。
2014年には全日本ラリーのJN5クラスと全日本ダートトライアル選手権のPN2クラスにスバル・BRZで参戦し、両シリーズでクラスチャンピオンを獲得し2冠を達成。2016年の全日本ラリーの第8戦ハイランドマスターズでは、11年ぶり3回目となる総合優勝を果たした。
2023年5月31日、群馬県みなかみ町の群馬サイクルスポーツセンターのサーキットコースでテスト走行中に、運転するラリーカーがコースを外れて立ち木に衝突し、鎌田が腰椎圧迫骨折の重傷を負ったほか、助手席に乗っていたテイン社員が外傷性くも膜下出血で意識不明の重体となった。
その後も全日本ラリーにWRX STIで、全日本ダートトライアルに4WD化したBRZで参戦していたが、前者に関しては2025年にスバルから離れシュコダ・ファビアR5にマシンを変更している。